# 京都市立西京極中学校
京都市立西京極中学校（きょうとしりつ にしきょうごくちゅうがっこう）は、京都府京都市右京区にある公立中学校。

## 沿革
- 1977年（昭和52年）6月 - 京都市立四条中学校西京極分校建設促進委員会発足[1]。
- 1979年（昭和54年）3月 - ダイニック京都工場[注釈 1]の西工場跡が校地に決定[1][2]。
- 1980年（昭和55年）4月 - 京都市立四条中学校西京極分校開校[1]。
- 1981年（昭和56年）4月 - 京都市立西京極中学校開校。

## 学区
町名に西京極を冠する下記小学校区を通学区域とする。
- 京都市立西京極小学校
- 京都市立西京極西小学校
- 京都市立葛野小学校

## 主な卒業生
- 中村武志 - 元プロ野球選手、プロ野球コーチ[3][4]
- 中村輪夢 - BMX選手
- 冨士野鞍馬 - 川柳家、実業家（京都市立商業実修学校卒業）

## 学区が隣接している学校
- 京都市立梅津中学校
- 京都市立太秦中学校
- 京都市立四条中学校
- 京都市立西院中学校
- 京都市立七条中学校
- 京都市立洛南中学校
- 京都市立桂川中学校
- 京都市立桂中学校